# Fritz Schilgen
Fritz Schilgen (Kronberg im Taunus, 8 settembre 1906 – Kronberg im Taunus, 12 settembre 2005) è stato un mezzofondista tedesco, tedoforo finale della prima staffetta della torcia olimpica ai Giochi olimpici di Berlino 1936.

## Biografia
Schilgen è nato nel 1906 a Kronberg im Taunus, vicino a Francoforte sul Meno, secondo figlio del rettore del liceo Kronberger. Dopo la prima guerra mondiale, ha iniziato la sua carriera di corridore su medie e lunghe distanze. Ha studiato ingegneria elettrica presso l'Università di Darmstadt; nella sua carriera come ingegnere ha sviluppato 35 brevetti. Schilgen si piazzò al terzo posto nei Campionati tedeschi del 1929, del 1931, e nei 1500 metri del 1933, rappresentando la società sportiva ASC Darmstadt. Ha anche vinto la medaglia d'argento nella staffetta 4×400 metri ai Giochi mondiali universitari del 1928, e la medaglia di bronzo nei 5000 metri agli stessi giochi del 1930, in uno stadio con un sistema di telecomunicazioni che Schilgen stesso aveva progettato.
Il 21 marzo 1936 si sposò con Ursula Gerlach, da cui ebbe cinque figli: Walter, Regine, Sibylle, Michael e Horst.
È stato scelto dagli organizzatori della staffetta come un "simbolo della gioventù sportiva tedesca" e per lo stile di corsa bello ed elegante, come stabilito dalla commissione estetica. La drammatica accensione della fiamma all'interno dello Stadio Olimpico da parte di Schilgen viene immortalata in Olympia, film di propaganda nazista sui Giochi Olimpici realizzato da Leni Riefenstahl, che ha anche contribuito a ideare la staffetta della torcia e selezionare Schilgen come tedoforo finale. Schilgen non partecipò alle Olimpiadi.
Il coinvolgimento di Schilgen alle Olimpiadi continuò dopo i Giochi del 1936: successivamente alla seconda guerra mondiale, infatti, è stato consulente per il Comitato Olimpico, aiutando fra l'altro a pianificare i Giochi olimpici del 1972 a Monaco. All'età di 90 anni, Schilgen ha partecipato di nuovo come tedoforo alle Olimpiadi del 1996, che celebravano il centenario dei moderni Giochi olimpici: per l'occasione Schilgen ebbe l'onore di accendere ancora una volta il braciere dello Stadio Olimpico di Berlino. Schilgen morì a Kronberg nel 2005, all'età di 99 anni.